# Hokej na lodzie na Zimowej Uniwersjadzie 2011
Hokej na lodzie na Zimowej Uniwersjadzie 2011 odbył się w dniach 27 stycznia – 6 lutego 2011. Podczas zawodów rozegrano turniej mężczyzn (12 drużyn) i turniej kobiet (6 drużyn). Halami zmagań hokeistów i hokeistek były: 3000 Ice Rink i 500 Ice Rink znajdujące się Erzurum. Złoto zdobyły reprezentantki Kanady oraz hokeiści z Rosji.

## Medaliści
| Data          | Godzina     | Miejscowość | Konkurencja      | Złoto  | Srebro    | Brąz     |        |
| 5 lutego 2011 | 13:00 UTC+3 | Erzurum     | Turniej kobiet   | Kanada | Finlandia | Słowacja | Wyniki |
| 6 lutego 2011 | 15:00 UTC+3 | Erzurum     | Turniej mężczyzn | Rosja  | Białoruś  | Kanada   | Wyniki |

## Wyniki

### Turniej kobiet

#### Faza grupowa
| Lp. | Zespół            | M | Pkt | W | WpD | PpD | P | G + | G - | +/- |
| --- | ----------------- | - | --- | - | --- | --- | - | --- | --- | --- |
| 1   | Kanada            | 5 | 14  | 4 | 1   | 0   | 0 | 39  | 1   | +38 |
| 2   | Finlandia         | 5 | 13  | 4 | 0   | 1   | 0 | 49  | 3   | +46 |
| 3   | Słowacja          | 5 | 9   | 3 | 0   | 0   | 2 | 33  | 11  | +22 |
| 4   | Stany Zjednoczone | 5 | 6   | 2 | 0   | 0   | 3 | 25  | 18  | +7  |
| 5   | Wielka Brytania   | 5 | 3   | 1 | 0   | 0   | 4 | 11  | 36  | -25 |
| 6   | Turcja            | 5 | 0   | 0 | 0   | 0   | 5 | 0   | 88  | -88 |

#### 1. kolejka
| 27 stycznia 2010 | Stany Zjednoczone | 1:5 | Słowacja | 500 Ice Rink, Erzurum |

| Szczegóły            | Szczegóły                  | Szczegóły       | Szczegóły | Szczegóły                                                                  |
| -------------------- | -------------------------- | --------------- | --- | -------------------------------------------------------------------------- |
| Godzina: 9:30 UTC +3 | Samantha Redick 30:20 (EQ) | (0:2, 1:1, 0:2) | 12:59 (EQ) Lenka Krajnakova 13:36 (EQ) Nikola Gapova 20:48 (EQ) Martina Velickova 40:42 (PP2) Janka Culikova 59:36 (PP) Nikola Gapova | Widzów: 100 Sędzia główny: Jenni Herranen Sędziowie liniowi: Karolin Strom |

| 27 stycznia 2010 | Wielka Brytania | 10:0 | Turcja | 500 Ice Rink, Erzurum |

| Szczegóły             | Szczegóły | Szczegóły | Szczegóły | Szczegóły |
| --------------------- | --------- | --------- | --------- | --------- |
| Godzina: 12:45 UTC +3 |           |           |           |           |

| 27 stycznia 2010 | Kanada | 2:1 pk. | Finlandia | 500 Ice Rink, Erzurum |

| Szczegóły             | Szczegóły                                             | Szczegóły                 | Szczegóły             | Szczegóły                                                                      |
| --------------------- | ----------------------------------------------------- | ------------------------- | --------------------- | ------------------------------------------------------------------------------ |
| Godzina: 16:00 UTC +3 | Marieve Provost 58:31 (PP) Ellie Seedhouse 65:00 (PS) | (0:0, 0:1, 1:0, 0:0, 1:0) | 25:09 (SH) Venla Hovi | Widzów: 100 Sędzia główny: Jessica Hahnle Sędziowie liniowi: Michaela Kudelova |

#### 2. kolejka
| 28 stycznia 2010 | Stany Zjednoczone | 15:0 | Turcja | 500 Ice Rink, Erzurum |

| Szczegóły             | Szczegóły | Szczegóły       | Szczegóły | Szczegóły                                                                     |
| --------------------- | --- | --------------- | --------- | ----------------------------------------------------------------------------- |
| Godzina: 11:00 UTC +3 | Megan Winters 01:14 (EQ) Terra Payne 02:12 (EQ) Samantha Redick 05:02 (SH) Shea Crawford 07:23 (EQ) Erica Wynn 10:28 (EQ) Erica Wynn 11:07 (EQ) Christina Young 12:39 (EQ) Emily Nelson 17:36 (PP) Justine Ducie 22:54 (EQ) Ashley Rumsey 27:48 (EQ) Ramey Weaver 28:20 (EQ) Emily Nelson 34:26 (EQ) Denise Rohlik 35:49 (EQ) Allysson Arcibal 53:20 (EQ) Tiffany Juha 57:53 (EQ) | (8:0, 5:0, 2:0) |           | Widzów: 150 Sędzia główny: Michaela Kudelova Sędziowie liniowi: Karolin Strom |

| 28 stycznia 2010 | Finlandia | 6:0 | Wielka Brytania | 500 Ice Rink, Erzurum |

| Szczegóły             | Szczegóły | Szczegóły | Szczegóły | Szczegóły |
| --------------------- | --------- | --------- | --------- | --------- |
| Godzina: 15:00 UTC +3 |           |           |           |           |

| 28 stycznia 2010 | Kanada | 3:0 | Słowacja | 500 Ice Rink, Erzurum |

| Szczegóły             | Szczegóły                                                                 | Szczegóły       | Szczegóły | Szczegóły                                                                  |
| --------------------- | ------------------------------------------------------------------------- | --------------- | --------- | -------------------------------------------------------------------------- |
| Godzina: 19:00 UTC +3 | Jessica Zerafa 09:36 (EQ) Breanne George 15:53 (PP) Erin Lally 16:30 (EQ) | (3:0, 0:0, 0:0) |           | Widzów: 350 Sędzia główny: Susan Collins Sędziowie liniowi: Jenni Herranen |

#### 3. kolejka
| 30 stycznia 2010 | Kanada | 14:0 | Wielka Brytania | 500 Ice Rink, Erzurum |

| Szczegóły             | Szczegóły | Szczegóły       | Szczegóły | Szczegóły                                                                   |
| --------------------- | --------- | --------------- | --------- | --------------------------------------------------------------------------- |
| Godzina: 11:00 UTC +3 |           | (4:0, 4:0, 6:0) |           | Widzów: 322 Sędzia główny: Jenni Herranen Sędziowie liniowi: Merve Sarimert |

| 30 stycznia 2010 | Finlandia | 3:1 | Stany Zjednoczone | 500 Ice Rink, Erzurum |

| Szczegóły             | Szczegóły | Szczegóły       | Szczegóły | Szczegóły                                                                           |
| --------------------- | --------- | --------------- | --------- | ----------------------------------------------------------------------------------- |
| Godzina: 15:00 UTC +3 |           | (0:0, 2:0, 1:1) |           | Widzów: 350 Sędzia główny: Magdalena Cerhitova Sędziowie liniowi: Michaela Kudelova |

| 30 stycznia 2010 | Turcja | 0:20 | Słowacja | 500 Ice Rink, Erzurum |

| Szczegóły             | Szczegóły | Szczegóły       | Szczegóły | Szczegóły                               |
| --------------------- | --------- | --------------- | --------- | --------------------------------------- |
| Godzina: 19:00 UTC +3 |           | (0:9, 0:6, 0:5) |           | Widzów: 425 Sędzia główny: Leah O'Brian |

#### 4. kolejka
| 31 stycznia 2010 | Stany Zjednoczone | 0:9 | Kanada | 500 Ice Rink, Erzurum |

| Szczegóły             | Szczegóły | Szczegóły       | Szczegóły | Szczegóły                                |
| --------------------- | --------- | --------------- | --------- | ---------------------------------------- |
| Godzina: 11:00 UTC +3 |           | (0:3, 0:4, 0:2) |           | Widzów: 375 Sędzia główny: Kaisa Ketonen |

| 31 stycznia 2010 | Słowacja | 8:0 | Wielka Brytania | 500 Ice Rink, Erzurum |

| Szczegóły             | Szczegóły | Szczegóły       | Szczegóły | Szczegóły                                 |
| --------------------- | --------- | --------------- | --------- | ----------------------------------------- |
| Godzina: 15:00 UTC +3 |           | (1:0, 6:0, 1:0) |           | Widzów: 175 Sędzia główny: Karen Philippo |

| 31 stycznia 2010 | Finlandia | 32:0 | Turcja | 500 Ice Rink, Erzurum |

| Szczegóły             | Szczegóły | Szczegóły        | Szczegóły | Szczegóły                               |
| --------------------- | --------- | ---------------- | --------- | --------------------------------------- |
| Godzina: 19:00 UTC +3 |           | (7:0, 17:0, 8:0) |           | Widzów: 433 Sędzia główny: Leah O'Brian |

#### 5. kolejka
| 2 lutego 2010 | Wielka Brytania | 1:8 | Stany Zjednoczone | 3000 Ice Rink, Erzurum |

| Szczegóły             | Szczegóły | Szczegóły       | Szczegóły | Szczegóły                                     |
| --------------------- | --------- | --------------- | --------- | --------------------------------------------- |
| Godzina: 12:30 UTC +3 |           | (0:2, 1:3, 0:3) |           | Widzów: 1500 Sędzia główny: Zuzanna Findorova |

| 2 lutego 2010 | Słowacja | 0:7 | Finlandia | 3000 Ice Rink, Erzurum |

| Szczegóły             | Szczegóły | Szczegóły       | Szczegóły | Szczegóły                                  |
| --------------------- | --------- | --------------- | --------- | ------------------------------------------ |
| Godzina: 16:00 UTC +3 |           | (0:3, 0:2, 0:2) |           | Widzów: 1220 Sędzia główny: Karen Philippo |

| 2 lutego 2010 | Turcja | 0:11 | Kanada | 3000 Ice Rink, Erzurum |

| Szczegóły             | Szczegóły | Szczegóły       | Szczegóły | Szczegóły                    |
| --------------------- | --------- | --------------- | --------- | ---------------------------- |
| Godzina: 20:00 UTC +3 |           | (0:4, 0:4, 0:3) |           | Sędzia główny: Kaisa Ketonen |

#### Półfinały
| 4 lutego 2010 | Finlandia | 5:1 | Słowacja | 3000 Ice Rink, Erzurum |

| Szczegóły             | Szczegóły | Szczegóły       | Szczegóły | Szczegóły                                |
| --------------------- | --------- | --------------- | --------- | ---------------------------------------- |
| Godzina: 16:00 UTC +3 |           | (3:1, 2:0, 0:0) |           | Widzów: 1060 Sędzia główny: Leah O'Brian |

| 4 lutego 2010 | Kanada | 8:1 | Stany Zjednoczone | 3000 Ice Rink, Erzurum |

| Szczegóły             | Szczegóły | Szczegóły       | Szczegóły | Szczegóły                                     |
| --------------------- | --------- | --------------- | --------- | --------------------------------------------- |
| Godzina: 20:00 UTC +3 |           | (2:1, 3:0, 3:0) |           | Widzów: 1750 Sędzia główny: Zuzanna Findorova |

#### Mecz o 5. miejsce
| 5 lutego 2010 | Wielka Brytania | 10:0 | Turcja | 500 Ice Rink, Erzurum |

| Szczegóły             | Szczegóły | Szczegóły       | Szczegóły | Szczegóły                                 |
| --------------------- | --------- | --------------- | --------- | ----------------------------------------- |
| Godzina: 12:00 UTC +3 |           | (5:0, 1:0, 4:0) |           | Widzów: 300 Sędzia główny: Karen Philippo |

#### Mecz o 3. miejsce
| 5 lutego 2010 | Słowacja | 3:1 | Stany Zjednoczone | 3000 Ice Rink, Erzurum |

| Szczegóły            | Szczegóły | Szczegóły       | Szczegóły | Szczegóły                                 |
| -------------------- | --------- | --------------- | --------- | ----------------------------------------- |
| Godzina: 9:30 UTC +3 |           | (1:0, 0:0, 2:1) |           | Widzów: 1247 Sędzia główny: Kaisa Ketonen |

#### Finał
| 5 lutego 2010 | Kanada | 4:1 | Finlandia | 3000 Ice Rink, Erzurum |

| Szczegóły             | Szczegóły | Szczegóły       | Szczegóły | Szczegóły                                |
| --------------------- | --------- | --------------- | --------- | ---------------------------------------- |
| Godzina: 13:00 UTC +3 |           | (1:0, 2:0, 1:1) |           | Widzów: 2111 Sędzia główny: Leah O'Brian |

MISTRZ UNIWERSJADY 2011

Kanada

### Końcowa klasyfikacja turnieju kobiet w hokeju na lodzie na Zimowej Uniwersjadzie 2011
|     |                   |
| Lp. | Drużyna           |
|     | Kanada            |
|     | Finlandia         |
|     | Słowacja          |
| 4.  | Stany Zjednoczone |
| 5.  | Wielka Brytania   |
| 6.  | Turcja            |

### Turniej mężczyzn

#### Grupa A
| Lp. | Zespół  | M | Pkt | W | WpD | PpD | P | G + | G - | +/- |
| --- | ------- | - | --- | - | --- | --- | - | --- | --- | --- |
| 1   | Rosja   | 3 | 9   | 3 | 0   | 0   | 0 | 34  | 3   | +31 |
| 2   | Japonia | 3 | 5   | 1 | 1   | 0   | 1 | 22  | 4   | +18 |
| 3   | Czechy  | 3 | 4   | 1 | 0   | 1   | 1 | 18  | 7   | +11 |
| 4   | Turcja  | 3 | 0   | 0 | 0   | 0   | 3 | 0   | 60  | -60 |

Wyniki
| 27 stycznia 2010 | Czechy | 16:0 | Turcja | 3000 Ice Rink, Erzurum |

| Szczegóły            | Szczegóły | Szczegóły | Szczegóły | Szczegóły |
| -------------------- | --------- | --------- | --------- | --------- |
| Godzina: 9:30 UTC +3 |           |           |           |           |

| 27 stycznia 2010 | Rosja | 3:2 | Japonia | 3000 Ice Rink, Erzurum |

| Szczegóły             | Szczegóły                                                                     | Szczegóły       | Szczegóły                                          | Szczegóły                                                                |
| --------------------- | ----------------------------------------------------------------------------- | --------------- | -------------------------------------------------- | ------------------------------------------------------------------------ |
| Godzina: 12:45 UTC +3 | Sergiej Salnikow 23:28 (EQ) Jegor Jakowlew 26:59 (EQ) Ayrat Zjazow 45:25 (EQ) | (0:0, 2:1, 1:1) | 20:43 (PP) Motoki Sakagami 41:54 (EQ) Shohei Ikeda | Widzów: 1000 Sędzia główny: Michal Orolin Sędziowie liniowi: Peter Stano |

| 29 stycznia 2010 | Rosja | 5:1 | Czechy | 3000 Ice Rink, Erzurum |

| Szczegóły             | Szczegóły | Szczegóły       | Szczegóły             | Szczegóły                                                                      |
| --------------------- | --- | --------------- | --------------------- | ------------------------------------------------------------------------------ |
| Godzina: 12:00 UTC +3 | Marat Valiullin 15:17 (SH) Evgeny Belukhin 29:05 (PP) Vladimir Zhmaev 43:45 (EQ) Dienis Gołubiew 54:12 (EQ) Marat Valiullin 56:31 (PP) | (1:0, 1:1, 3:0) | 22:08 (EQ) Jan Berger | Widzów: 2000 Sędzia główny: Andrew Hubbard Sędziowie liniowi: Timucin Ozbukucu |

| 29 stycznia 2010 | Japonia | 18:0 | Turcja | 3000 Ice Rink, Erzurum |

| Szczegóły             | Szczegóły | Szczegóły       | Szczegóły | Szczegóły                                                                         |
| --------------------- | --- | --------------- | --------- | --------------------------------------------------------------------------------- |
| Godzina: 16:00 UTC +3 | Hayato Ebata 03:49 (PP) Hiromichi Terao 11:47 (EQ) Yokuto Takami 12:32 (EQ) Naoto Mizuuchi 16:08 (EQ) Naoto Mizuuchi 31:55 (EQ) Hayato Ebata 32:42 (EQ) Ryosuke Motono 33:34 (EQ) Motoki Sakagami 34:39 (PP) Hiromitsu Hozumi 36:55 (EQ) Ikuya Sato 40:37 (EQ) Yokuto Takami 42:10 (EQ) Hiromichi Terao 45:20 (EQ) Hirokazu Haruta 50:52 (PP) Hirokazu Haruta 52:02 (EQ) Shohei Ikeda 53:59 (EQ) Hayato Ebata 54:13 (EQ) Naoto Mizuuchi 55:16 (PP) Hiromichi Terao 55:28 (EQ) | (4:0, 5:0, 9:0) |           | Widzów: 1000 Sędzia główny: Andreas Malmqvist Sędziowie liniowi: Benoit Martineau |

| 31 stycznia 2010 | Japonia | 2:1 pk. | Czechy | 3000 Ice Rink, Erzurum |

| Szczegóły             | Szczegóły                                             | Szczegóły                 | Szczegóły                   | Szczegóły                                  |
| --------------------- | ----------------------------------------------------- | ------------------------- | --------------------------- | ------------------------------------------ |
| Godzina: 12:00 UTC +3 | Hiromichi Terao 46:49 (PP) Hiromichi Terao 65:00 (PS) | (0:0, 0:1, 1:0, 0:0, 1:0) | 27:14 (EQ) Vitezslav Nedrda | Widzów: 2000 Sędzia główny: Kimmo Laakonen |

| 31 stycznia 2010 | Turcja | 0:26 | Rosja | 3000 Ice Rink, Erzurum |

| Szczegóły             | Szczegóły | Szczegóły         | Szczegóły | Szczegóły                               |
| --------------------- | --------- | ----------------- | --- | --------------------------------------- |
| Godzina: 16:00 UTC +3 |           | (0:10, 0:10, 0:6) | 03:15 (EQ) Vladimir Zhmaev 03:47 (EQ) Evgeny Belukhin 05:01 (EQ) Bulat Shavaleev 06:06 (EQ) Sergiej Salnikow 10:13 (EQ) Anton Lazarev 10:52 (EQ) Rafael Akhmetov 11:15 (EQ) Sergiej Salnikow 11:48 (EQ) Vyacheslav Seluyanov 16:14 (EQ) Stanislav Golovanov 17:27 (EQ) Yaroslav Aleshevskiy 20:46 (EQ) Sergiej Salnikow 24:29 (EQ) Bulat Shavaleev 27:36 (EQ) Nikolay Lukyanchikov 30:55 (EQ) Evgeny Belukhin 31:20 (EQ) Yaroslav Aleshevskiy 32:39 (EQ) Vladimir Zhmaev 32:53 (EQ) Bulat Shavaleev 33:03 (EQ) Dienis Gołubiew 34:04 (EQ) Evgeny Belukhin 39:58 (EQ) Stanislav Golovanov 40:44 (EQ) Sergiej Salnikow 45:37 (EQ) Vladimir Zhmaev 49:45 (EQ) Jegor Jakowlew 50:36 (EQ) Sergiej Salnikow 54:36 (EQ) Rafael Akhmetov 56:59 (SH2) Evgeny Belukhin | Widzów: 1500 Sędzia główny: Mike Pearce |

#### Grupa B
| Lp. | Zespół           | M | Pkt | W | WpD | PpD | P | G + | G - | +/- |
| --- | ---------------- | - | --- | - | --- | --- | - | --- | --- | --- |
| 1   | Białoruś         | 3 | 8   | 2 | 1   | 0   | 0 | 16  | 4   | +12 |
| 2   | Kanada           | 3 | 7   | 2 | 0   | 1   | 0 | 14  | 5   | +9  |
| 3   | Słowenia         | 3 | 3   | 1 | 0   | 0   | 2 | 11  | 16  | -5  |
| 4   | Korea Południowa | 3 | 0   | 0 | 0   | 0   | 3 | 5   | 21  | -16 |

Wyniki
| 27 stycznia 2010 | Słowenia | 0:9 | Kanada | 3000 Ice Rink, Erzurum |

| Szczegóły             | Szczegóły | Szczegóły | Szczegóły | Szczegóły |
| --------------------- | --------- | --------- | --------- | --------- |
| Godzina: 12:45 UTC +3 |           |           |           |           |

| 28 stycznia 2010 | Korea Południowa | 1:8 | Białoruś | 3000 Ice Rink, Erzurum |

| Szczegóły             | Szczegóły              | Szczegóły       | Szczegóły | Szczegóły                                                                  |
| --------------------- | ---------------------- | --------------- | --- | -------------------------------------------------------------------------- |
| Godzina: 12:00 UTC +3 | Yoon Ji-man 53:51 (EQ) | (0:2, 0:6, 1:0) | 02:41 (EQ) Yevgeni Khuzeyeu 11:48 (EQ) Pavel Razvadouski 20:52 (SH) Aliaksandr Kachan 23:22 (PP2) Ihar Shvedau 29:40 (EQ) Arciom Dziamkou 31:09 (EQ) Kirył Brykun 34:26 (EQ) Ilya Kaznadzei 37:28 (EQ) Mikałaj Susla | Widzów: 500 Sędzia główny: Erhan Bulut Sędziowie liniowi: Timucin Ozbukucu |

| 29 stycznia 2010 | Kanada | 2:3 pk. | Białoruś | 3000 Ice Rink, Erzurum |

| Szczegóły             | Szczegóły                                               | Szczegóły                 | Szczegóły                                                                          | Szczegóły                                                                  |
| --------------------- | ------------------------------------------------------- | ------------------------- | ---------------------------------------------------------------------------------- | -------------------------------------------------------------------------- |
| Godzina: 20:00 UTC +3 | Jean-Michel Rizk 29:09 (PP) Brandon Maclean 55:43 (PP2) | (0:1, 1:0, 1:1, 0:0, 0:1) | 04:56 (SH) Arciom Dziamkou 59:11 (EQ) Pavel Razvadouski 65:00 (PS) Arciom Dziamkou | Widzów: 1200 Sędzia główny: Michal Orolin Sędziowie liniowi: Masi Puolakka |

| 30 stycznia 2010 | Korea Południowa | 2:10 | Słowenia | 3000 Ice Rink, Erzurum |

| Szczegóły             | Szczegóły | Szczegóły | Szczegóły | Szczegóły                                   |
| --------------------- | --------- | --------- | --------- | ------------------------------------------- |
| Godzina: 12:00 UTC +3 |           |           |           | Widzów: 2500 Sędzia główny: Martin Gasparik |

| 31 stycznia 2010 | Kanada | 2:3 | Korea Południowa | 3000 Ice Rink, Erzurum |

| Szczegóły             | Szczegóły | Szczegóły       | Szczegóły | Szczegóły                                   |
| --------------------- | --------- | --------------- | --------- | ------------------------------------------- |
| Godzina: 20:00 UTC +3 |           | (2:0, 0:2, 1:0) |           | Widzów: 1000 Sędzia główny: Martin Gasparik |

| 1 lutego 2010 | Białoruś | 5:1 | Słowenia | 3000 Ice Rink, Erzurum |

| Szczegóły             | Szczegóły | Szczegóły       | Szczegóły | Szczegóły                               |
| --------------------- | --------- | --------------- | --------- | --------------------------------------- |
| Godzina: 12:00 UTC +3 |           | (0:0, 3:1, 2:0) |           | Widzów: 2718 Sędzia główny: Mike Pearce |

#### Grupa C
| Lp. | Zespół            | M | Pkt | W | WpD | PpD | P | G + | G - | +/- |
| --- | ----------------- | - | --- | - | --- | --- | - | --- | --- | --- |
| 1   | Kazachstan        | 3 | 6   | 2 | 0   | 0   | 1 | 9   | 6   | +3  |
| 2   | Słowacja          | 3 | 6   | 2 | 0   | 0   | 1 | 17  | 10  | +7  |
| 3   | Stany Zjednoczone | 3 | 6   | 2 | 0   | 0   | 1 | 11  | 9   | +2  |
| 4   | Hiszpania         | 3 | 0   | 0 | 0   | 0   | 3 | 2   | 14  | -12 |

Wyniki
| 28 stycznia 2010 | Hiszpania | 1:8 | Słowacja | 3000 Ice Rink, Erzurum |

| Szczegóły             | Szczegóły | Szczegóły | Szczegóły | Szczegóły                                                          |
| --------------------- | --------- | --------- | --------- | ------------------------------------------------------------------ |
| Godzina: 16:00 UTC +3 |           |           |           | Sędzia główny: Andreas Lunden Sędziowie liniowi: Andreas Malmqvist |

| 28 stycznia 2010 | Kazachstan | 5:0 | Stany Zjednoczone | 3000 Ice Rink, Erzurum |

| Szczegóły             | Szczegóły | Szczegóły | Szczegóły | Szczegóły                                                   |
| --------------------- | --------- | --------- | --------- | ----------------------------------------------------------- |
| Godzina: 20:00 UTC +3 |           |           |           | Sędzia główny: Andrew Hubbard Sędziowie liniowi: Henri Neva |

| 30 stycznia 2010 | Słowacja | 3:7 | Stany Zjednoczone | 3000 Ice Rink, Erzurum |

| Szczegóły             | Szczegóły | Szczegóły       | Szczegóły | Szczegóły                               |
| --------------------- | --------- | --------------- | --------- | --------------------------------------- |
| Godzina: 16:00 UTC +3 |           | (2:4, 1:2, 0:1) |           | Widzów: 2200 Sędzia główny: Mike Pearce |

| 30 stycznia 2010 | Kazachstan | 2:0 | Hiszpania | 3000 Ice Rink, Erzurum |

| Szczegóły             | Szczegóły | Szczegóły       | Szczegóły | Szczegóły                                     |
| --------------------- | --------- | --------------- | --------- | --------------------------------------------- |
| Godzina: 20:00 UTC +3 |           | (0:0, 0:0, 2:0) |           | Widzów: 1500 Sędzia główny: Cinar Zeki Kuntel |

| 1 lutego 2010 | Stany Zjednoczone | 4:1 | Hiszpania | 3000 Ice Rink, Erzurum |

| Szczegóły             | Szczegóły | Szczegóły       | Szczegóły | Szczegóły                                     |
| --------------------- | --------- | --------------- | --------- | --------------------------------------------- |
| Godzina: 16:00 UTC +3 |           | (0:0, 0:0, 4:1) |           | Widzów: 1918 Sędzia główny: Cinar Zeki Kuntel |

| 1 lutego 2010 | Słowacja | 6:2 | Kazachstan | 3000 Ice Rink, Erzurum |

| Szczegóły             | Szczegóły | Szczegóły       | Szczegóły | Szczegóły                                |
| --------------------- | --------- | --------------- | --------- | ---------------------------------------- |
| Godzina: 20:00 UTC +3 |           | (2:1, 2:0, 2:1) |           | Widzów: 1600 Sędzia główny: Linus Ohlund |

#### Mecze o miejsca 9-12
| 3 lutego 2010 | Słowenia | 11:1 | Turcja | 500 Ice Rink, Erzurum |

| Szczegóły             | Szczegóły | Szczegóły       | Szczegóły | Szczegóły                               |
| --------------------- | --------- | --------------- | --------- | --------------------------------------- |
| Godzina: 11:00 UTC +3 |           | (5:1, 2:0, 4:0) |           | Widzów: 420 Sędzia główny: Linus Ohlund |

| 3 lutego 2010 | Hiszpania | 5:4 pk. | Korea Południowa | 3000 Ice Rink, Erzurum |

| Szczegóły             | Szczegóły | Szczegóły                 | Szczegóły | Szczegóły                                     |
| --------------------- | --------- | ------------------------- | --------- | --------------------------------------------- |
| Godzina: 12:00 UTC +3 |           | (1:1, 2:1, 1:2, 0:0, 1:0) |           | Widzów: 1215 Sędzia główny: Cinar Zeki Kuntel |

#### Ćwierćfinały
| 3 lutego 2010 | Kazachstan | 1:5 | Japonia | 3000 Ice Rink, Erzurum |

| Szczegóły             | Szczegóły | Szczegóły       | Szczegóły | Szczegóły                                   |
| --------------------- | --------- | --------------- | --------- | ------------------------------------------- |
| Godzina: 15:00 UTC +3 |           | (1:0, 1:0, 3:1) |           | Widzów: 1118 Sędzia główny: Martin Gasparik |

| 3 lutego 2010 | Kanada | 9:1 | Słowacja | 500 Ice Rink, Erzurum |

| Szczegóły             | Szczegóły | Szczegóły       | Szczegóły | Szczegóły                                 |
| --------------------- | --------- | --------------- | --------- | ----------------------------------------- |
| Godzina: 15:00 UTC +3 |           | (4:0, 3:0, 2:1) |           | Widzów: 220 Sędzia główny: Kimmo Laakonen |

| 3 lutego 2010 | Rosja | 6:1 | Czechy | 3000 Ice Rink, Erzurum |

| Szczegóły             | Szczegóły | Szczegóły       | Szczegóły | Szczegóły                               |
| --------------------- | --------- | --------------- | --------- | --------------------------------------- |
| Godzina: 19:00 UTC +3 |           | (2:1, 2:0, 2:0) |           | Widzów: 1300 Sędzia główny: Mike Pearce |

| 3 lutego 2010 | Białoruś | 6:3 | Stany Zjednoczone | 500 Ice Rink, Erzurum |

| Szczegóły             | Szczegóły | Szczegóły       | Szczegóły | Szczegóły                               |
| --------------------- | --------- | --------------- | --------- | --------------------------------------- |
| Godzina: 19:00 UTC +3 |           | (1:1, 2:2, 3:0) |           | Widzów: 456 Sędzia główny: Linus Ohlund |

#### Mecz o 11. miejsce
| 4 lutego 2010 | Turcja | 1:4 | Korea Południowa | 500 Ice Rink, Erzurum |

| Szczegóły             | Szczegóły | Szczegóły       | Szczegóły | Szczegóły                                    |
| --------------------- | --------- | --------------- | --------- | -------------------------------------------- |
| Godzina: 11:00 UTC +3 |           | (0:2, 0:0, 1:2) |           | Widzów: 300 Sędzia główny: Cinar Zeki Kuntel |

#### Mecz o 9. miejsce
| 4 lutego 2010 | Słowenia | 8:0 | Hiszpania | 3000 Ice Rink, Erzurum |

| Szczegóły             | Szczegóły | Szczegóły       | Szczegóły | Szczegóły                              |
| --------------------- | --------- | --------------- | --------- | -------------------------------------- |
| Godzina: 12:00 UTC +3 |           | (3:0, 3:0, 2:0) |           | Widzów: 970 Sędzia główny: Mike Pearce |

#### Mecze o miejsca 5-8
| 4 lutego 2010 | Japonia | 3:5 | Stany Zjednoczone | 500 Ice Rink, Erzurum |

| Szczegóły             | Szczegóły | Szczegóły       | Szczegóły | Szczegóły                                  |
| --------------------- | --------- | --------------- | --------- | ------------------------------------------ |
| Godzina: 15:00 UTC +3 |           | (0:1, 1:2, 2:2) |           | Widzów: 415 Sędzia główny: Martin Gasparik |

| 4 lutego 2010 | Słowacja | 3:2 | Czechy | 3000 Ice Rink, Erzurum |

| Szczegóły             | Szczegóły | Szczegóły       | Szczegóły | Szczegóły                   |
| --------------------- | --------- | --------------- | --------- | --------------------------- |
| Godzina: 19:00 UTC +3 |           | (0:2, 2:0, 1:0) |           | Sędzia główny: Linus Ohlund |

#### Mecz o 7. miejsce
| 5 lutego 2010 | Japonia | 2:3 | Czechy | 500 Ice Rink, Erzurum |

| Szczegóły             | Szczegóły | Szczegóły       | Szczegóły | Szczegóły                                    |
| --------------------- | --------- | --------------- | --------- | -------------------------------------------- |
| Godzina: 16:00 UTC +3 |           | (2:1, 0:2, 0:0) |           | Widzów: 120 Sędzia główny: Cinar Zeki Kuntel |

#### Mecz o 5. miejsce
| 5 lutego 2010 | Słowacja | 4:3 | Stany Zjednoczone | 500 Ice Rink, Erzurum |

| Szczegóły             | Szczegóły | Szczegóły       | Szczegóły | Szczegóły                  |
| --------------------- | --------- | --------------- | --------- | -------------------------- |
| Godzina: 20:00 UTC +3 |           | (1:0, 2:0, 1:3) |           | Sędzia główny: Mike Pearce |

#### Półfinały
| 5 lutego 2010 | Białoruś | 3:1 | Kazachstan | 3000 Ice Rink, Erzurum |

| Szczegóły             | Szczegóły | Szczegóły       | Szczegóły | Szczegóły                                   |
| --------------------- | --------- | --------------- | --------- | ------------------------------------------- |
| Godzina: 16:30 UTC +3 |           | (1:0, 1:1, 1:0) |           | Widzów: 2720 Sędzia główny: Martin Gasparik |

| 5 lutego 2010 | Rosja | 4:2 | Kanada | 3000 Ice Rink, Erzurum |

| Szczegóły             | Szczegóły | Szczegóły       | Szczegóły | Szczegóły                   |
| --------------------- | --------- | --------------- | --------- | --------------------------- |
| Godzina: 20:00 UTC +3 |           | (1:1, 1:0, 2:1) |           | Sędzia główny: Linus Ohlund |

#### Mecz o 3. miejsce
| 6 lutego 2010 | Kazachstan | 1:3 | Kanada | 3000 Ice Rink, Erzurum |

| Szczegóły             | Szczegóły | Szczegóły       | Szczegóły | Szczegóły                                   |
| --------------------- | --------- | --------------- | --------- | ------------------------------------------- |
| Godzina: 11:30 UTC +3 |           | (0:1, 0:1, 1:1) |           | Widzów: 2235 Sędzia główny: Martin Gasparik |

#### Finał
| 6 lutego 2010 | Rosja | 1:0 | Białoruś | 3000 Ice Rink, Erzurum |

| Szczegóły             | Szczegóły | Szczegóły       | Szczegóły | Szczegóły                               |
| --------------------- | --------- | --------------- | --------- | --------------------------------------- |
| Godzina: 15:00 UTC +3 |           | (1:0, 2:0, 1:1) |           | Widzów: 3085 Sędzia główny: Mike Pearce |

MISTRZ UNIWERSJADY 2011

Rosja

### Końcowa klasyfikacja turnieju mężczyzn w hokeju na lodzie na Zimowej Uniwersjadzie 2011
|     |                   |
| Lp. | Drużyna           |
|     | Rosja             |
|     | Białoruś          |
|     | Kanada            |
| 4.  | Kazachstan        |
| 5.  | Słowacja          |
| 6.  | Stany Zjednoczone |
| 7.  | Czechy            |
| 8.  | Japonia           |
| 9.  | Słowenia          |
| 10. | Hiszpania         |
| 11. | Korea Południowa  |
| 12. | Turcja            |